# Józef Marciniec
Józef Marciniec (ur. 27 października 1853 w Kwilczu  – zm. 3 lutego 1938 w Poznaniu) – polski ogrodnik.

## Życiorys
Urodził się w rodzinie Józefa i Marianny z domu Dudzikowskiej. Miał starszego brata Jana Józefa i trzy siostry: Michalinę, Mariannę i Konstancje. Pierwsze nauki w kierunku ogrodnictwa pobierał w rodzinnej miejscowości mając w opiece park i ogrody hrabiego Arsena Kwileckiego. Pobierał nauki w szkole ogrodniczej w Wildparku pod Berlinem. Pracował przez 10 lat w ogrodach królewskiego zespołu parkowego w Sanssouci w Poczdamie. W dalszych latach pracował w Neu-Ulm, Stuttgarcie, Wernigerode oraz Mgłowie na Pomorzu. Specjalizował się w warzywnictwie, sadownictwie i kwiaciarstwie oraz urządzaniu parków dworskich, miejskich i zakładaniu ogrodów cmentarnych.
W 1887 zamieszkał w Toruniu i założył pierwsze ogrodnictwo handlowe. Działał bardzo aktywnie w życiu społecznym. Był aktywnym członkiem Towarzystwa Kolonii Letnich „Stella”, Towarzystwa Gimnastycznego „Sokół” i Towarzystwa Młodych Przemysłowców. Był współzałożycielem Międzynarodowego Związku Ogrodników powstałego w Poznaniu i skupiającego Polaków i Niemców. W 1901 utworzone zostało polskie Towarzystwo Ogrodnicze, w którym był prezesem.
Po odzyskaniu niepodległości był prezesem Wielkopolskiego Związku Towarzystw Ogrodniczych. W przygotowaniach do Krajowej Jubileuszowej Wystawy Ogrodniczej w 1926 został wybrany honorowym prezesem komitetu organizacyjnego.
Na Powszechnej Wystawie Krajowej w 1929 jego rodzinna firma "J. Marciniec i Synowie" została nagrodzona dużym srebrnym medalem. Przez szereg lat był wiceprezesem Związku Polskich Zrzeszeń Ogrodniczych w Warszawie. W 1926  Towarzystwo Ogrodnicze Warszawskie nadało Józefowi Marcińcowi godność członka honorowego.
W uznaniu zasług w 1927 został odznaczony Krzyżem Oficerskim Orderu Odrodzenia Polski „Polonia Restituta”.
Zmarł w Poznaniu w mieszkaniu syna Władysława i grób jego znajduje się na Cmentarzu Zasłużonych Wielkopolan na Wzgórzu św. Wojciecha.